# Francisco E. García
Francisco Espartaco García Estrada fue un político y diplomático mexicano, miembro del Partido Revolucionario Institucional, que desempeñó los cargos de gobernador de Zacatecas y diversas embajadas. Fue padre de la exgobernadora zacatecana Amalia García (2004-2010) y abuelo de la diputada Claudia Corichi García.